# Гутрум
Гутрум (англ. Guthrum; помер у 890) — воєначальник вікінгів-данів, учасник данського вторгнення в Британію (865—878), перший скандинавський король Східної Англії після її завоювання норманами (880—890).

## Біографія

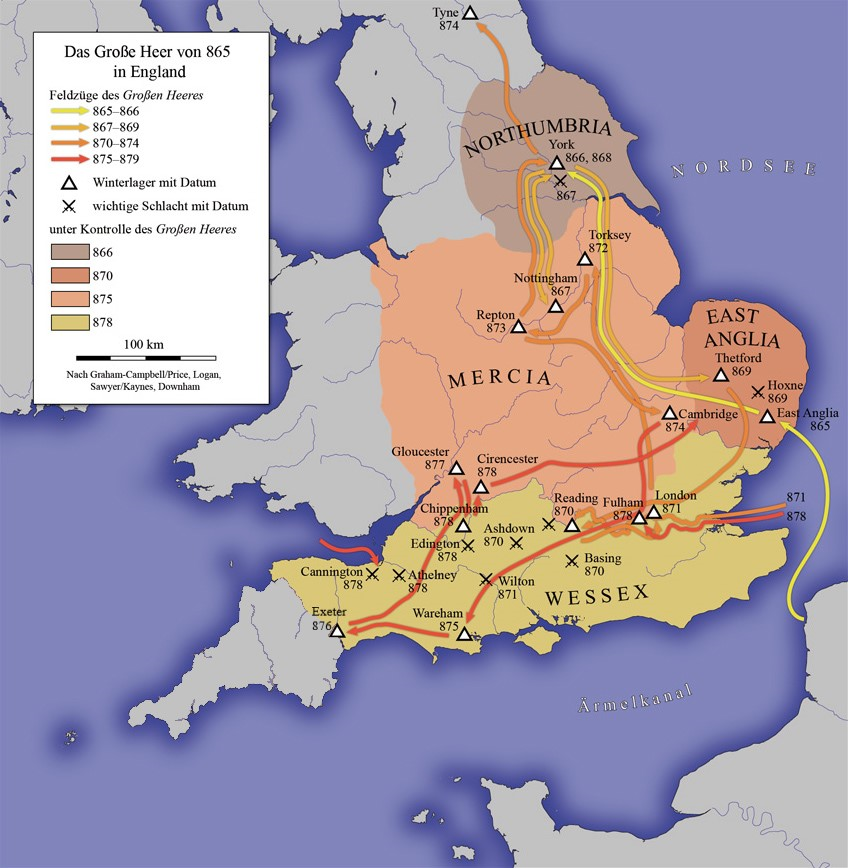
Походи «Великого війська язичників» в 865—878 роках

### Походження Гутрума
Походження Гутрума точно невідоме. Думка ряду данських істориків про його родинні зв'язки з королем Хедебю Горіком I не отримала підтримки більшості сучасних істориків.

### Перша згадка про Гутрума
Припускається, що Гутрум поміж інших конунгів у 865 році брав участь у вторгненні данських вікінгів на землі англосаксонських королівств Вессекс, Східна Англія, Мерсія, Кент і Нортумбрія. Військом вікінгів, яке отримало назву «Велика язичницька армія», командували два сини Рагнара Лодброка — Івар Безкосний і Гальфдан. Імовірно, після того як у 875 році військо данів розділилось і частина, на чолі з Гальфданом Рагнарсоном пішла в Нортумбрію, Гутрум отримав командування над тією частиною вікінгів, що залишилась діяти в Мерсії і Східній Англії. У цьому році, згідно з повідомленням Англосаксонської хроніки, більше військо данів на чолі з конунгами Гутрумом, Оскетелем і Анвендом перейшло з Рептона у Кембридж і провело там наступну зиму — це перша згадка про Гутрума в англосаксонських першоджерелах.

### Воєнні дії 876—877 років
Весною 876 року Гутрум почав воєнні дії проти Вессекса: на чолі флоту він приплив до Пул Харбору в Дорсеті і з'єднався тут з військом вікінгів, що раніше висадилось на узбережжі між річками Фроум і Трент. Сюди ж підійшло і вессекське військо, яким командував король Альфред Великий. У бою, що відбувся біля Верхема, між данами і англосаксами перемогу, ймовірно, отримало військо короля Альфреда, оскільки вессексам вдалось захопити укріплений табір вікінгів. Однак, бачачи, що військо противника ще достатньо сильне, король Вессекса волів вступити з вікінгами в переговори, результатом яких стало укладання між данами і англосаксами перемир'я: сторони обмінялись заручниками, Альфред виплатив вікінгам невідому суму грошей як відступне, а самі дани поклялись, що негайно підуть з Вессекса. Але вони не дотримали даної ними клятви і в одну з наступних ночей напали на табір кінного війська вессексців, вбивши майже всіх і безперешкодно пішли в Девоншир. Тут вони захопили місто Ексетер, в якому перезимували.
Першу половину 877 року військо данів провело в Ексетері, але восени частина воїнів на чолі з Гутрумом виступила в похід на Мерсію, розграбувавши ті її області, які не підкорялися владі ставленика вікінгів, короля Келвульфа II. Скориставшись послабленням сил данів в Девонширі, Альфред Великий зібрав військо і обложив Ексетер. Вессекський флот заблокував міську гавань і перешкодив флоту вікінгів з 120 кораблів надати допомогу обложеним. Дізнавшись про це, дани були змушені почати переговори з королем Альфредом, дати йому заручників і покинути Ексетер. Вони вирушили в Мерсію, де, об'єднавшись з військом Гутрума, розділили між собою більшу частину земель цього королівства, залишивши Келвульфу II лише західні області.

### Військові дії 878 року

#### Напад війська Гутрума на Вессекс
Наприкінці 877 року Гутрум розпочав підготовку до нового походу на Вессекс. Зібравши військо в Глостері, він у перші дні наступного року таємно провів своїх воїнів до вілли Чіппенхем у Вілтширі, де Альфред Великий святкував різдвяні свята і в ніч на Хрещення несподівано атакував королівську резиденцію. Вессексці не змогли чинити серйозного опору і були розбиті. Альфред лише з деякими наближеними зміг врятуватися втечею і сховатися в сомерсетських лісах і болотах, в той час як дани за короткий час встановили свій контроль майже над усією територією Вессекського королівства.

#### Битва при Етандуні
Попри втрату більшої частини свого королівства, Альфред не припинив чинити опір завойовникам: в Девоні соммерсетському ополченню вдалося розбити військо данів, яким командував Убба Рагнарсон, а після Великодня в Етельні була збудована фортеця, з якої воїни Альфреда Великого здійснювали напади на вікінгів. У травні за наказом короля біля «Каменя Егберта» (сучасний Брікстон Деверіл у Вілтширі) зібралися фірди з Сомерсетшира, Вілтшира і Гемпшира. Військо вессексців вирушило до Етандуну (сучасний Едінгтон), де знаходився укріплений табір Гутрума. Між 6 і 12 травня в битві англосаксів з данами перемогу здобуло військо короля Альфреда. Зазнавши дуже тяжких втрат, залишки вікінгів відступили до свого укріпленого табору, який був обложений вессексцями. Облога тривала 14 днів, але тільки після того як серед вікінгів почався голод, Гутрум вступив у переговори з Альфредом Великим. Король Вессексу висунув умови перемир'я з данами: видача йому заручників на його розсуд і хрещення Гутрума. Після того, як дани дали відповідні клятви, Альфред відвів своє військо від їхнього табору.

#### Хрещення Гутрума
Виконуючи умови перемир'я, через деякий час Гутрум разом з тридцятьма своїми наближеними приїхав в Еллер близько Етельна, де перебував король Альфред. Тут же, за свідченням Англосаксонської хроніки, відбулося і хрещення Гутрума, хоча Ассер пише, що це сталося тільки через вісім днів на королівській віллі у Ведморі (в Сомерсеті). Хрещеним батьком ватажка данів став сам правитель Вессексу, давши своєму хрещеникові християнське ім'я Етельстан, яке носив найстарший із його братів, синів короля Егберта.
Переїхавши разом з Альфредом Великим з Еллера в Ведмор, Гутрум ще дванадцять днів залишався гостем при дворі короля Вессекса. До цього часу деякі історики відносять укладення так званого Ведморского договору як такого, що визначив основи подальших взаємин Вессекського королівства з вікінгами, які контролювали більшу частину сучасної Англії. Після повторення взаємних клятв про вірність миру, Гутрум, отримавши від вессекського короля великі дари, повернувся до свого війська, що розташувалося на зимівлю в Чіппенгемі.

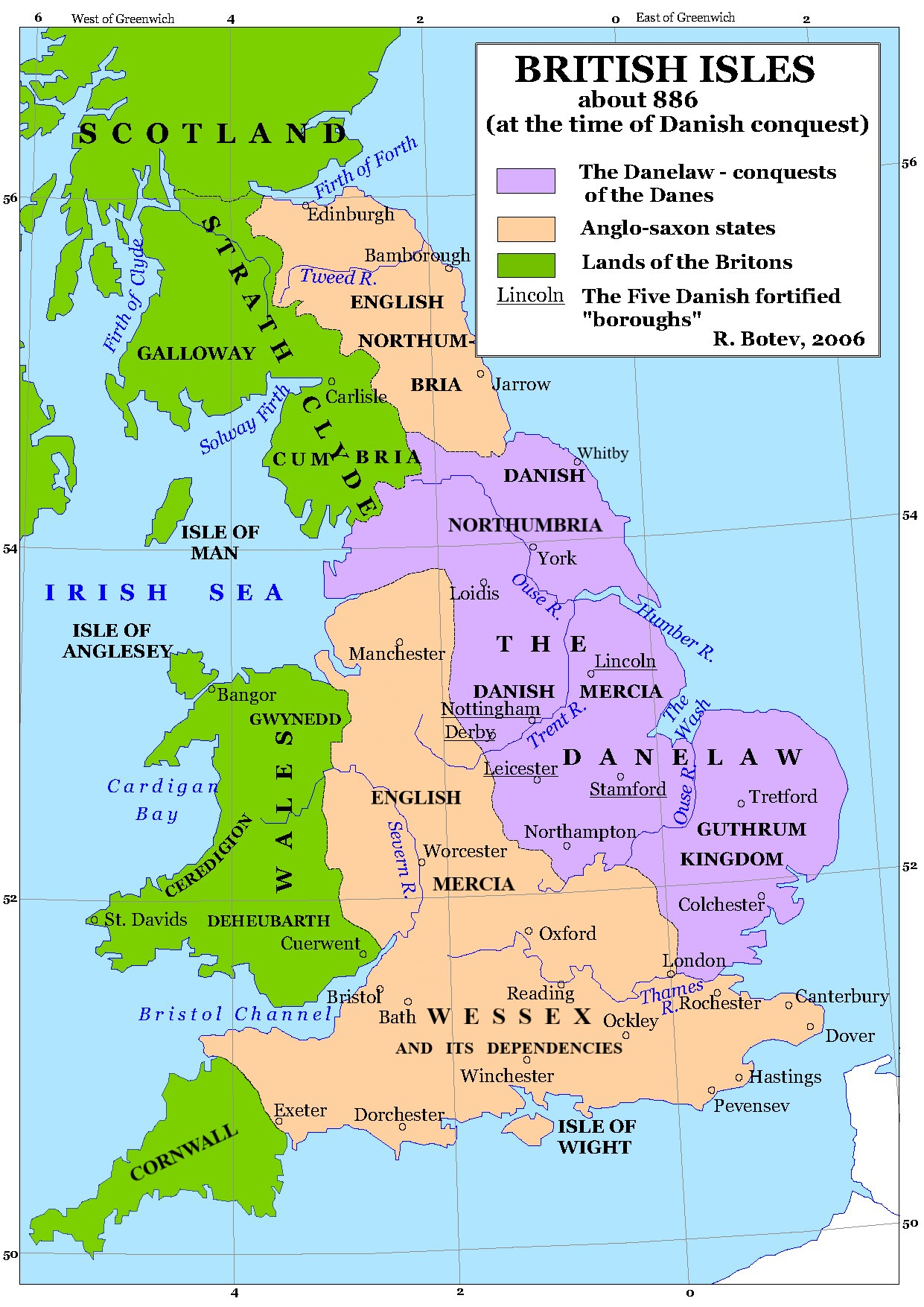
Британія після договору між Альфредом Великим і Гутрумом

### Гутрум— король Східної Англії

#### Проголошення королем
Весь 879 рік військо данів провело у своєму таборі в Чичестері, куди воно прийшло з Чіппенгема. Тут до них приєдналося ще кілька загонів вікінгів, які висадилися в гирлі Темзи і перезимували в Фулемі. У 880 році Гутрум виступив з Сассекса в похід на Східну Англію. Точно невідомо, правили цими землями ще королі Освальд і Етельред II, або вони вже не мали правителя, але, прибувши сюди, військо данів проголосило Гутрума своїм королем і розділило між собою землі Східноанглійського королівства. Таким чином на території сучасної Англії виникло друга, після королівства Йорвік, держава вікінгів і були закладені основи області данського права. Однак не всім норманам було до душі осіле життя хлібороба чи ремісника і частина данів з-поміж тих, хто приєднався до війська Гутрума в минулому році, відпливла для продовження грабежів у Фландрії.

#### Новий конфлікт з Вессексом
Мир між данами Східної Англії і Вессексом проіснував недовго: у 884 або в 885 році військо вікінгів з Лотарингії припливло в Британію і обложило Рочестер, однак жителям вдалося протриматися за міськими стінами до приходу вессекського війська. Дізнавшись про наближення короля Альфреда, вікінги відступили, кинувши свій табір, і незабаром повернулися назад на континент. Хроніки не повідомляють, чи був цей напад зроблено за договором з Гутрумом, але історики припускають, на основі аналізу наступних подій, що король Східної Англії був причетний до цього. У відповідь на вторгнення, Альфред Великий послав свій флот розграбувати східноанглійське узбережжя: спочатку вессексцям щастило і їм вдалося захопити в гирлі Стура 16 кораблів данів, але на зворотному шляху флот англосаксів був атакований великим флотом вікінгів і зазнав поразки. Також в цьому році військо Гутрума вчинило набіг на територію Вессекського королівства, але в 886 році королю Альфреду вдалося відвоювати у данів Лондон.
Імовірно, втрата Лондона змусила Гутрума вступити з Альфредом Великим в переговори про мир. Невідомо, коли точно був укладений цей договір. Його текст зберігся до наших днів. У цій угоді встановлювалися точні межі між Східною Англією і Вессексом, а також визначалися покарання за деякі кримінальні злочини.

#### Останні роки

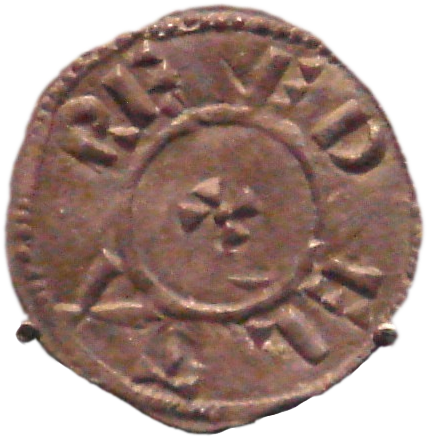
Монета Гутрума з іменем «Етельстан»

Про останні роки життя Гутрума, проведених в мирі з Вессексом, майже нічого не відомо. Попри те, що більшість його підданих-данів продовжували дотримуватися своїх традиційних вірувань, сам Гутрум, ймовірно, дуже серйозно сприйняв акт свого хрещення. Саме до останніх років його життя належать відомості про велике шанування ним святого Едмунда, який загинув від рук вікінгів, і карбування монет, в легенді яких використовувалося його християнське ім'я, дане йому при хрещенні в 878 році — Етельстан.
Король Гутрум помер у 890 році. Новим правителем Східної Англії став король Еохрік, можливо, син померлого монарха.

## Гутрум в сучасному мистецтві
У 1969 році британський режисер Клайв Донел зняв художній фільм «Альфред Великий», в якому роль Гутрума виконав тоді ще молодий актор Майкл Йорк. Пізніше Гутрум фігурував ще в двох фільмах (1975 і 2006 років).
Гутрум — один з основних персонажів серіалу «Останнє королівство». Роль виконує Т. В. Габріельсон. Українською серіал озвучила «Студія Гуртом» на порталі Hurtom.